# Teófilo (rey)
Teófilo (Griego: Θεὀφιλος) fue un rey indogriego menor que gobernó por escaso tiempo en Paropamisos. Posiblemente era pariente de Zoilo I, y es conocido solo por las monedas. Es posible que algunas monedas de Teófilo pertenezcan, de hecho, a otro gobernante de Bactriana, aproximadamente del mismo periodo.

## Tiempo de reinado
Mientras Bopearachchi sugiere c. 90 a. C., R. C. Sénior cree que Teófilo gobernó en c. 130 a. C. Ambos numismáticos sugieren que los reinados de Teófilo y Nicias eran adyacentes.

## Monedas de Teófilo
Lo mismo que Zoilo I, Teófilo acuñó monedas indias de plata con Heracles, un símbolo común de la casa de Eutidemo I, y el epíteto Dikaios/Dhramikasa El Seguidor/Justo del Dharma. Los monogramas son mayoritariamente iguales a los de Nicias. Los bronces tienen inscripciones similares.